# Darii

Diagramme de Venn d'un syllogisme en Darii.

Darii est un terme de la logique aristotélicienne désignant un des quatre syllogismes de la première figure des vingt-quatre modes. Il comprend une majeure de type A, une mineure de type I et une conclusion de type I, c'est-à-dire une majeure universelle affirmative, une mineure particulière affirmative et une conclusion particulière affirmative.
Un syllogisme en Darii consiste en une proposition de ce type : Tout P est S, or quelque F est P, donc ce F est un S.
Les trois autres syllogismes de cette première figure sont Barbara, Celarent et Ferio.

## Exemples de syllogismes en Darii
1. Les soldats de la Grande Armée d'avant 1812 étaient victorieux ;
2. Jean Dupont a été soldat dans la Grande Armée jusqu'en 1808 ;
3. Donc Jean Dupont a été victorieux.

1. « Tout ce qui sert au salut est avantageux ;
2. Il y a des afflictions qui servent au salut ;
3. Donc il y a des afflictions qui sont avantageuses[1]. »

Le plus célèbre des syllogismes (« Tous les hommes sont mortels, or Socrate est un homme donc Socrate est mortel ») n'est pas un Darii mais un Barbara[réf. nécessaire] dont la classe Socrate ne contient qu'un seul élément. La particularité d'une prémisse ne tient pas à son nombre mais à sa totalité. Ici, ce n'est pas quelque Socrate mais tous les Socrate, même s'il n'y en a qu'un.